# سكورن
سكورن (بالإنجليزية: Scorn) هي لعبة رعب البقاء مغامرات من منظور شخص أول من تطوير شركة إيب سوفتوير الصربية ونشر كيبلر إنتراكتيف، من المقرر صدورها في 21 أكتوبر 2022.